# 667

## Esdeveniments
- Líbia: Els musulmans sota el comandament d'Ukba ibn Nafi envaeixen tota la regió, arribant fins a Tunísia.

## Necrològiques
- Toledo (Regne de Toledo): Sant Ildefons, arquebisbe de la ciutat i Pare de l'Església.
- Borgonya: Germà de Luxeuil, abat, màrtir.